# Gregorio Carafa (arcivescovo)
Gregorio Carafa, nato Carlo Marcello (Napoli, 1588 – Salerno, 23 febbraio 1675), è stato un arcivescovo cattolico italiano.

## Biografia
Nacque a Napoli nel 1588, figlio di Marzio Carafa e da Faustina di Fabrizio Sanimarco, barone di Rocca d'Evandrio. La famiglia Carafa è una delle storiche e potenti famiglie nobili napoletane, e Carlo Marcello ebbe la classica educazione nobiliare, seguendo fin da subito la via ecclesiastica (non fu l'unico della famiglia) conseguendo il dottorato in teologia e filosofia. Il 18 novembre 1606 entra ufficialmente fra i monaci teatini, assumendo il nome di Gregorio. Proprio nella casa teatina di San Paolo Maggiore di Napoli, fu docente di filosofia per tre anni e, di teologia per sei.
In questo periodo fu apprezzato per la sua capacità di predicatore, pubblicando tre saggi, di cui due teologici: In primam secundae S. Thomae Disputationes theologicae (1628), De naturali concursu causae primae cum secundis (1632) e De monarchia seu duello opus theologico morale (Roma, 1647); quest'ultimo sull'arte e la legittimità del duello, ispirato al duello che un suo nipote ebbe a Benevento.
Grazie alla fama guadagnatosi, alla posizione della sua famiglia e all'appoggio del viceré, l'allora padre Gregorio riuscì ad essere eletto dodicesimo preposito generale dell'Ordine dei Teatini.
Il 24 agosto 1648 fu nominato vescovo di Cassano, in Calabria, succedendo a Paolo Palombi, percependo una pensione di 1.200 ducati.
Il 23 giugno 1664 fu invece nominato da Alessandro VII arcivescovo di Salerno. Nella cattedrale attuò lavori di restauro e si fece erigere un elegante monumento funebre. Tra i lavori fatti eseguire nella cattedrale salernitana sono gli altari di San Gaetano e di Sant'Andrea Avellino. Fu legato straordinario di re Filippo IV di Spagna, durante il pontificato di Innocenzo X.

## Opere
- In primam secundae S. Thomae Disputationes theologicae (Napoli, 1628)
- De naturali concursu causae primae cum secundis (Napoli, 1632)
- De monarchia seu duello opus theologico morale (Roma, 1647)

## Genealogia episcopale
La genealogia episcopale è:
- Cardinale Guillaume d'Estouteville, O.S.B.Clun.
- Papa Sisto IV
- Papa Giulio II
- Papa Leone X
- Papa Clemente VII
- Cardinale Antonio Sanseverino
- Cardinale Giovanni Michele Saraceni
- Papa Pio V
- Cardinale Innico d'Avalos d'Aragona, O.S.Iacobi
- Cardinale Scipione Gonzaga
- Patriarca Fabio Biondi
- Papa Urbano VIII
- Cardinale Cosimo de Torres
- Cardinale Pier Luigi Carafa
- Arcivescovo Gregorio Carafa, C.R.

## Araldica
| Stemma | Blasonatura                                                                             |
| ------ | --------------------------------------------------------------------------------------- |
| \| \|  | Gregorio Carafa, C.R. Arcivescovo metropolita di Salerno Di rosso a tre fasce d'argento |
|        |                                                                                         |